# Wolfgang Pietsch (Kameramann)
Wolfgang E. Pietsch (* 26. März 1935) ist ein deutscher Kameramann und Drehbuchautor.

## Leben
Wolfgang Pietsch wurde 1935 geboren.

## Filmografie

### Kameramann
- 1962: Schwalbenchristine
- 1963: Der Neue – Teil 1
- 1964: Der Neue – Teil 2
- 1964: Verflixte Bande
- 1965: Aus dem Tagebuch eines Minderjährigen
- 1967: Blaulicht
- 1969: Nebelnacht
- 1970: Folge einem Stern
- 1970: Heiner Fink
- 1972: Die große Reise der Agathe Schweigert
- 1973: Wenn die Tauben steigen
- 1974: Spätsaison
- 1976: Das unsichtbare Visier
- 1976: Die Entführung
- 1976: Requiem für Hans Grundig
- 1977: Du und icke und Berlin
- 1980: Am grauen Strand, am grauen Meer
- 1981: Platz oder Sieg? (1981)
- 1982: Kein Mann für zwei
- 1982: Und alles wegen Marietta
- 1983: Frühstück im Bett
- 1983: Unser bester Mann
- 1985: Mein lieber Onkel Hans
- 1986: Das Buschgespenst
- 1988: Danke für die Blumen
- 1988: Schwingungen: Szenische Reportage
- 1991: Polizeiruf 110: Der Fall Preibisch

### Drehbuch
- 1977: Du und icke und Berlin
- 1983: Frühstück im Bett
- 1983: Unser bester Mann
- 1988: Danke für die Blumen
- 1991: Polizeiruf 110: Der Fall Preibisch